# Dennheritz
Dennheritz là một đô thị thuộc huyện Zwickau, bang Sachsen, nước Đức. Đô thị Dennheritz có diện tích 13,35 km2, dân số thời điểm 31 tháng 12 năm 2006 là 1466 người.